# Водяний хрін земноводний
Водяни́й хрін земново́дний (Rorippa amphibia) — багаторічна рослина родини капустяних. Висока трава з жовтими квітами, поширена по всій Європі, у Північній Африці, на Кавказі, в Сибіру, окремих районах Казахстану. Зростає в сирих місцинах поблизу водойм або на мілководдях. Регіонально відома овочева культура.

## Етимологія
Цю рослину називають також іншими способами:
- рори́па земново́дна — дослівний переклад латинської назви,
- насту́рція водозе́мна, хрін водяни́й, хрін ди́кий — ці назви надані за гоструватий смак її зелені, схожий на смак листків настурції лікарської або коренів хрону звичайного;
- жо́втий цвіт — назва вказує на колір квіток;
- ру́ква во́дяна, ґалбе́на, різоватка водна[1] — походження і тлумачення цих назв не з'ясовані.

В усіх випадках епітети на кшталт «водна», «водяна», «земноводна», «водоземна» вказують на місце зростання виду: поблизу водойм, на вологих ділянках чи мілководдях.

## Опис
Багаторічна трав'яниста рослина 30—120 см заввишки. Стебло висхідне, голе або майже голе, при основі вкорінливе, у нижній частині нерідко занурене у воду, порожнисте, у верхній частині галузисте. Підводні листки розсічені на нитчасті або лінійні сегменти, нижні листки у рослин, що виросли у воді, гребінчасто-пірчасто-розсічені, в особин з суходолу — зубчасті. Верхні листки сидячі, цілі, довгасті, по краю нерівномірно зубчасті або майже цілокраї. Чітких відмінностей між нижніми та верхніми листками немає, їхня форма змінюється поступово.
Чашолистки завдовжки 2—3 мм, пелюстки завдовжки 4—5 мм, завширшки 2—3 мм, жовті. Плоди завдовжки 2—4 мм, завширшки 1,5—3 мм, овальні або кулясті, на майже горизонтально відхилених плодоніжках завдовжки 5—15 мм. Верхівка плоду має тоненький стовпчик завдовжки 1—2 мм.

## Поширення та екологія
Водяний хрін земноводний розповсюджений на осяжних теренах Європи та Азії, також знайдений в Північній Африці. В Європі ця рослина відома в усіх її частинах за винятком Норвегії та Ісландії. Далі на схід її ареал охоплює Кавказ, Іран, деякі райони Казахстану (Арало-Каспійський басейн, околиці Балхаша), ще далі на схід вона розповсюджена у Сибіру.
Росте у сирих та мокрих місцинах: луки, багнища, узбережжя річок та ставків. А також в тіні парканів та огорож, на городах як бур'ян. Зростає від Європи (за виключенням Норвегії та Ісландії) до півночі Африки, на сході до Казахстану та Ірану.
Квітне з травня по серпень, насіння достигає з липня по вересень. Може самозапилюватися.

## Використання
На 100 г зеленого листя має 115 мг вітаміну C, каротин, вуглеводи, білки, азотисті речовини. Молоде листя гостре на смак і має ніжний аромат. Через свої високі смакові якості розеткові листки та молоді ніжні пагони високо цінували в кулінарії греки та римляни, а також в Індії.
Водяний хрін як культурну рослину вирощують у Франції та Північній Італії. З 1900 року в передмістях Парижа вона культивується для постачання свіжого зілля на столичні базари.
Листки рослини використовують для приготування літніх гострих салатів, що збуджують апетит. Подають їх до м'ясних та жирних борошняних страв.
Для салатів використовують ще й молоді стебла до початку цвітіння, а також стеблові ще не огрубілі листки після цвітіння. Приправ салат з водяним хріном не потребує. Заміняє петрушку.

## Галерея

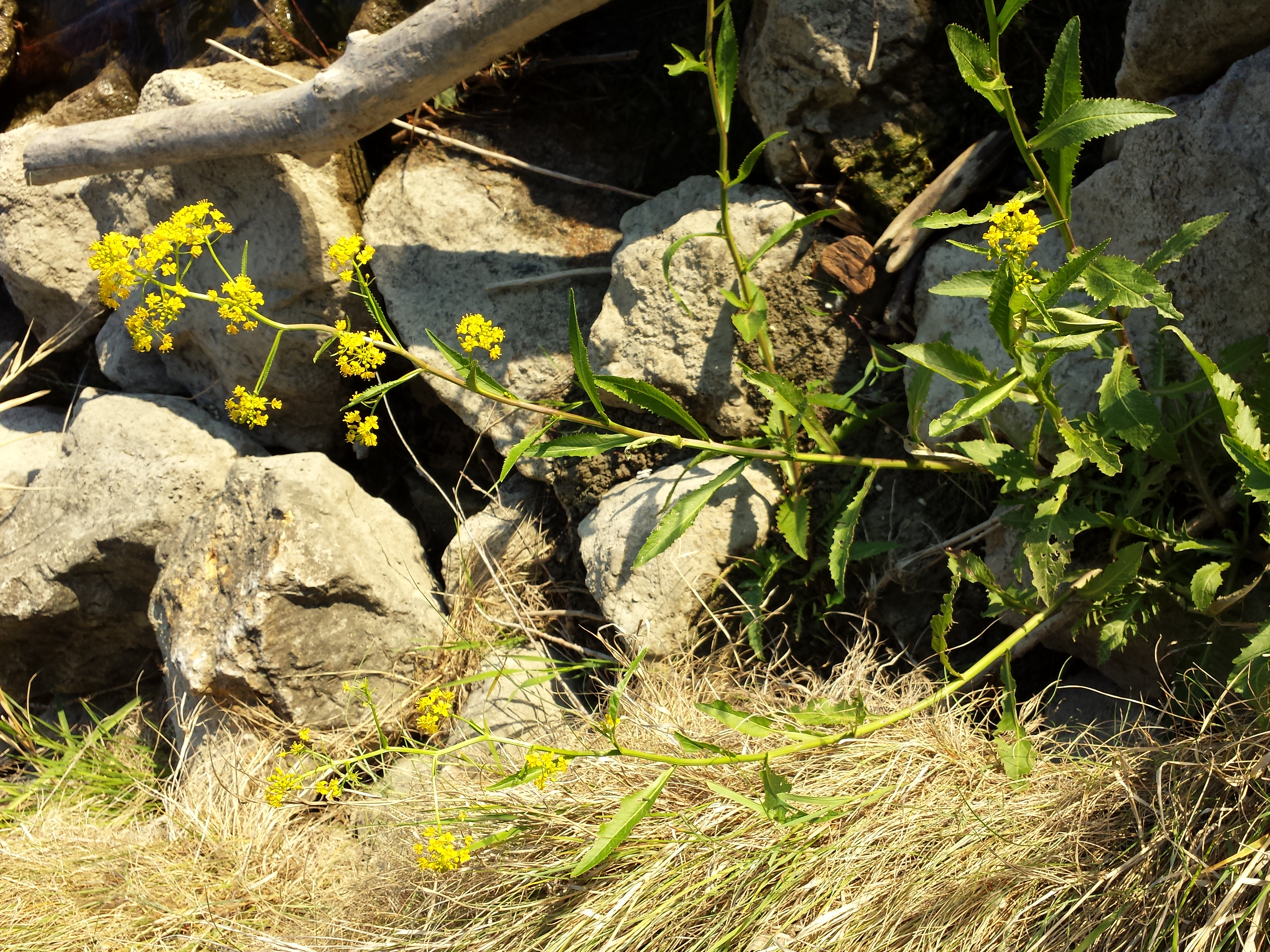
Загальний вигляд рослини
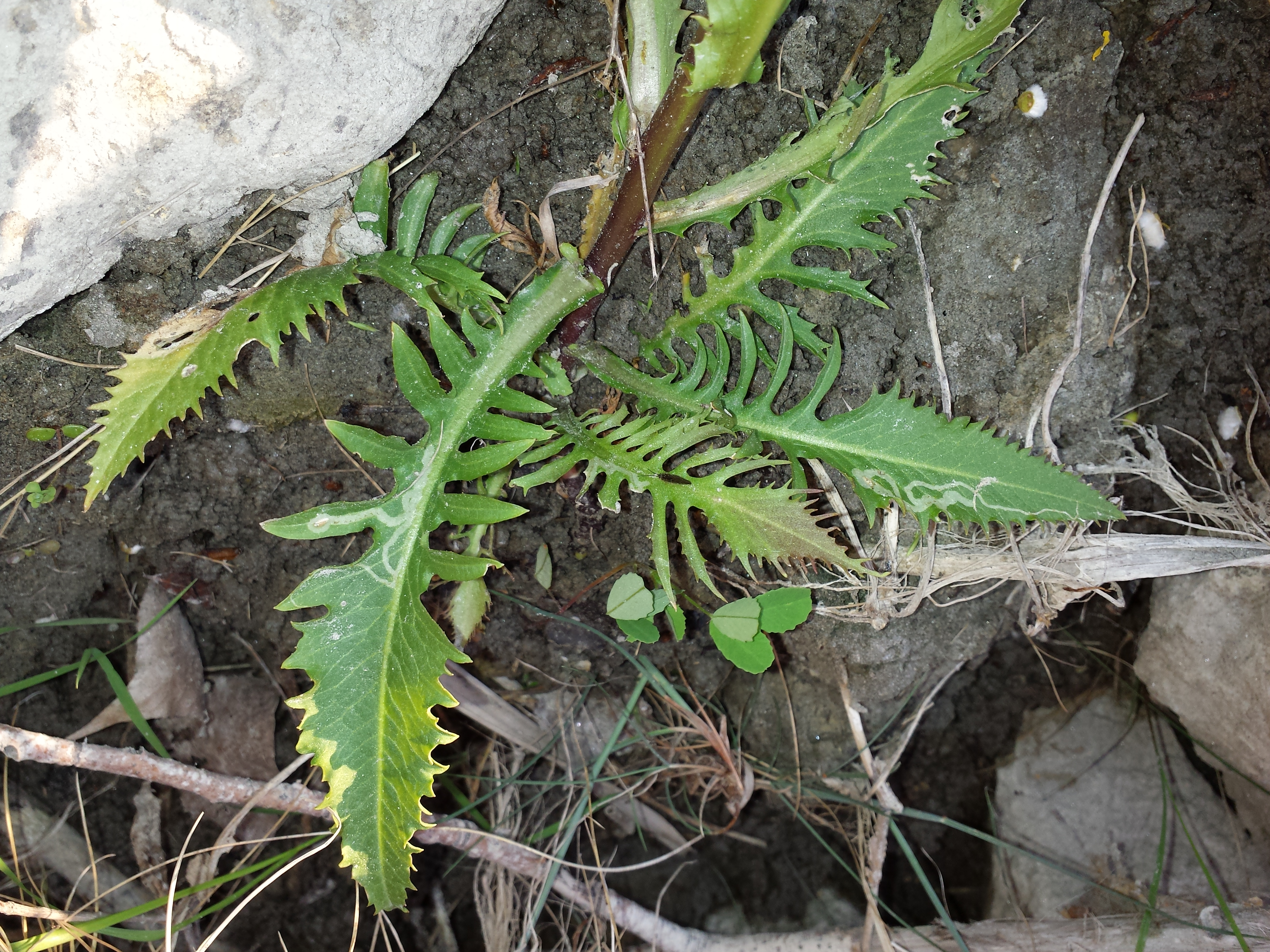
Листя
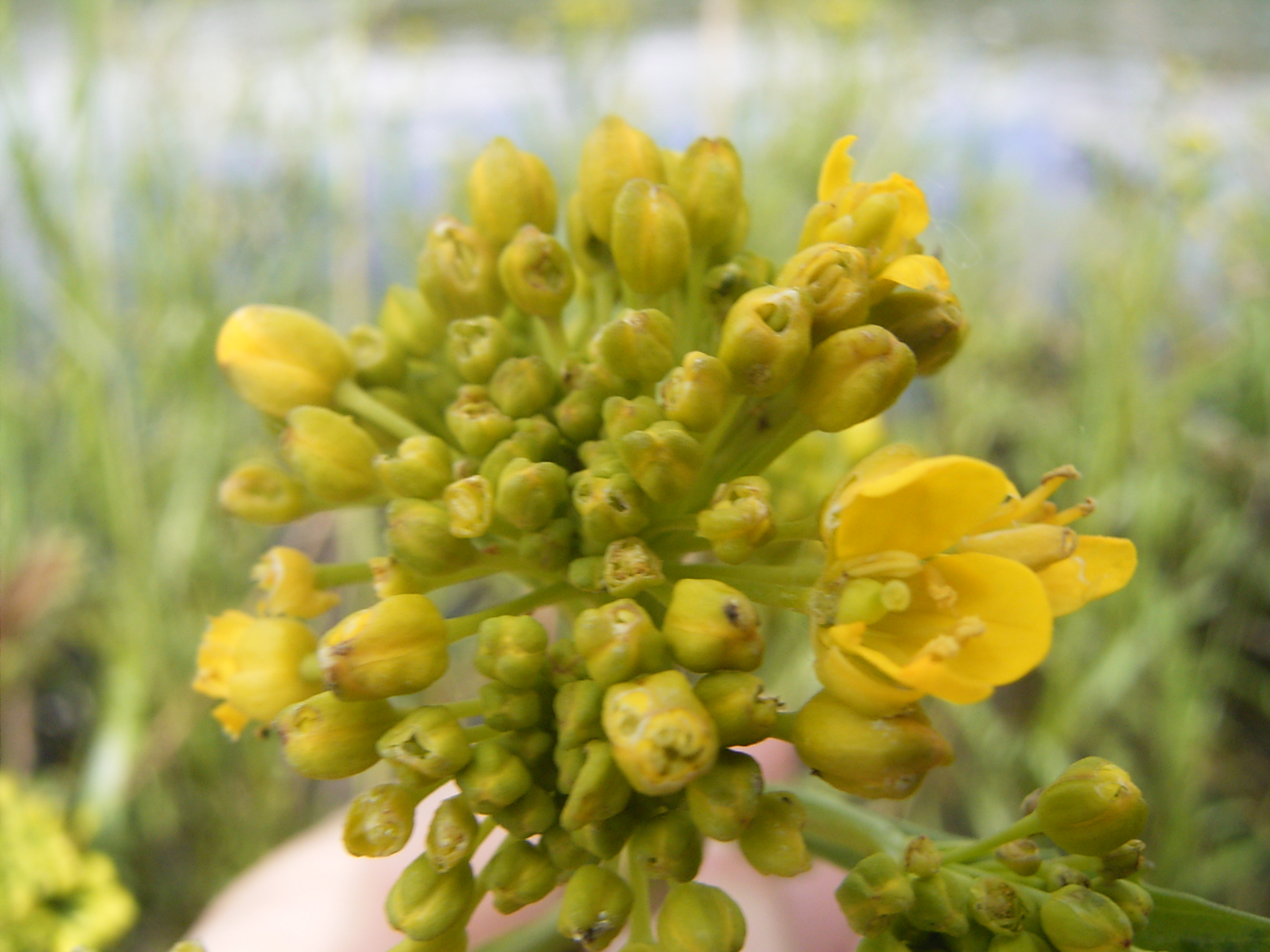
Квіти
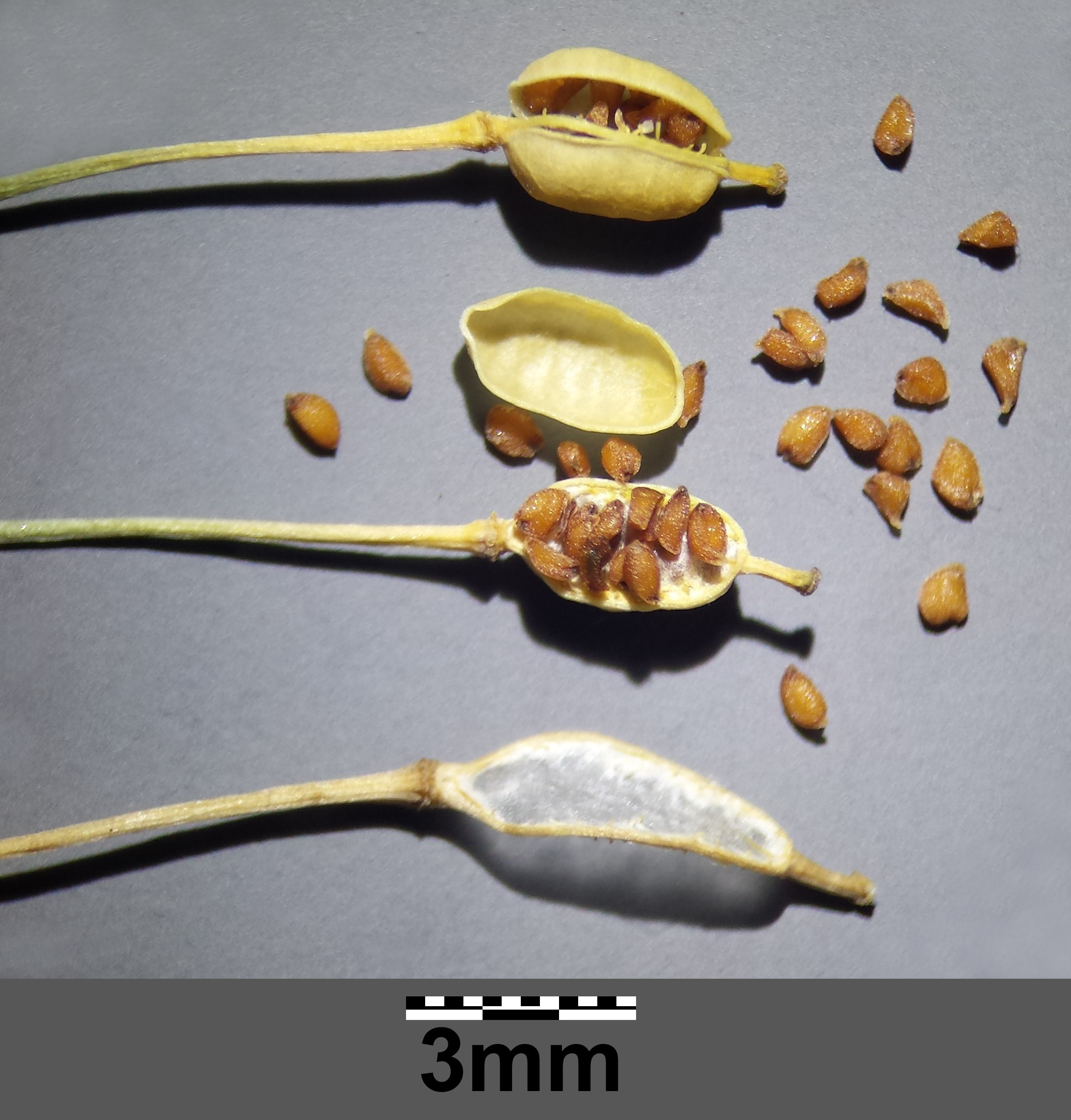
Насіння